# 明治政府の修史事業
明治政府の修史事業（めいじせいふのしゅうしじぎょう）では、明治期に新政府によって進められた正史（国家史）の編纂事業について述べる。

## 沿革
1869年（明治2年）、明治維新まもない新政府は「修史の詔」を発して『六国史』を継ぐ正史編纂事業の開始を声明、1876年には修史局の編纂による『明治史要』第1冊が刊行された。しかし1877年に財政難のため修史局は廃止され、代わって太政官修史館が設置された。またこの際、『大日本史』（神武天皇から南北朝統一までを対象とする）を準勅撰史書と定め、編纂対象も南北朝以降の時代に変更された。
この修史事業に携わっていたのは前記「修史の詔」が漢文による正史編纂を標榜していたことから分かるように基本的に漢学者であり、1875年以降修史局の幹部であった重野安繹は、1880年『東京学士会院雑誌』に「国史編纂の方法を論ず」を発表し、清代考証学の伝統を引く実証的方法論を主張していた。しかしこのような方法論をめぐっては修史館内部にも意見の相違があり、1881年の機構改革に際し川田剛・依田学海が修史館を去った背景には、彼らと重野・久米邦武・星野恒との間に編纂方針をめぐる対立があったという見方もある。
以後、修史事業は重野・久米・星野を中心に行われ、1882年には漢文体編年修史『大日本編年史』の編纂事業が開始された。重野らは『太平記』の史料的価値の否定、ひいては『太平記』に依拠する『大日本史』の批判を行うようになった（『太平記』で活躍する忠臣・児島高徳の実在を否定したことで、重野は「抹殺博士」と揶揄された）。その急進的な主張は、修史事業において非主流派の位置に追いやられた国学系・水戸学系歴史家（多くは皇典講究所に拠っていた）との対立を激化させることとなった（これが後記の久米の筆禍事件に発展した）。この間修史館はいくつかの改編を経て帝国大学（東京帝国大学の前身）に移管、最終的には同大学の史誌編纂掛となり、また1889年には修史事業の柱の1つと目されていた『復古記』（王政復古関係史料集）が完成した。
1892年、論文「神道ハ祭天ノ古俗」の筆禍事件（久米邦武筆禍事件）により久米が帝大文科大学教授を非職になると、翌1893年、井上毅文相は『大日本編年史』編纂事業の中止と史誌編纂掛の廃止、さらに重野の同掛編纂委員長嘱託罷免に踏み切った（同年、重野は帝大教授も辞職した）。これ以降、国家機関による史書編纂は正史の編纂ではなく史料編纂の形で行われることとなり、事件後、帝大に設置された史料編纂掛（1929年に史料編纂所に改称）による『大日本史料』の刊行を中心的な事業とした。
なお、昭和に入って国体明徴運動の影響を受けて再び正史編纂の動きが高まり、文部省主導で国史編修院が設置されるが、実際にスタートしたのが太平洋戦争終結後（1945年8月）で、すぐにGHQに目を付けられてわずか半年余りで廃止を命じられることになった。

## 年表
- 1869年（明治2年）：修史の詔。太政官に史料編輯国史校正局設置。
- 1875年：史料編輯国史校正局を改め修史局とする。
- 1877年：修史局廃止。太政官に調査局、ついで修史館を置く。
- 1881年：神道事務局内に皇典講究科設置。
  - のち独立して皇典講究所となった。
- 1881年：修史館の機構改革。重野安繹・久米邦武・星野恒が主導権を掌握。
- 1882年：修史館で『大日本編年史』の編纂事業開始。
- 1886年：修史館を改組し内閣に臨時修史局を設置。
- 1888年：内閣臨時修史局を帝大に移管し臨時編年史編纂掛設置。
- 1889年：臨時編年史編纂掛『復古記』を完成。
- 1891年：帝大臨時編年史編纂掛および地誌編纂掛を改組し史誌編纂掛を設置。
- 1892年：久米、筆禍事件により帝大文科大学教授を非職処分。
- 1893年：井上毅文相、『大日本編年史』編纂事業を中止し史誌編纂掛を廃止。重野の帝大教授辞職。
- 1895年：帝大に史料編纂掛設置。
- 1901年：東京帝大史料編纂掛『大日本史料』の刊行開始。

## 関連文献
- 田中彰・宮地正人編 『日本近代思想大系13　歴史認識』 岩波書店、1991年　ISBN 4002300137
- 関幸彦 『ミカドの国の歴史学』 新人物往来社、1994年　ISBN 4404021011